# Hans Olaus Djurhuus
Hans Olaus Djurhuus (født 1822 i Thorshavn, død 1866 smst.), var en færøsk kongsbonde og politiker, der var medlem af Lagtinget.
Djurhuus var bror til Andreas Djurhuus og Johan Christian Djurhuus.